# Headquarters Business Park
El Headquarters Business Park es un conjunto de dos edificios situados en Yeda, la segunda ciudad más grande de Arabia Saudita. Su construcción comnenzó en 2009 y finalizó en 2015. El edificio más alto es la West Tower, que es un rascacielos de 55 pisos y 235,9 metros (m) de altura. Fue el edificio más alto de la ciudad hasta 2021, cuando fue coronoda la Sail Tower, y entonces era también el noveno edificio más alto de Arabia Saudita y el 105° más alto de Oriente Medio. La East Tower mide por su parte 69 metros y tiene 14 pisos. El conjunto fue diseñado por WSP Group y el socio local Batley Partners.